# C-FLIP

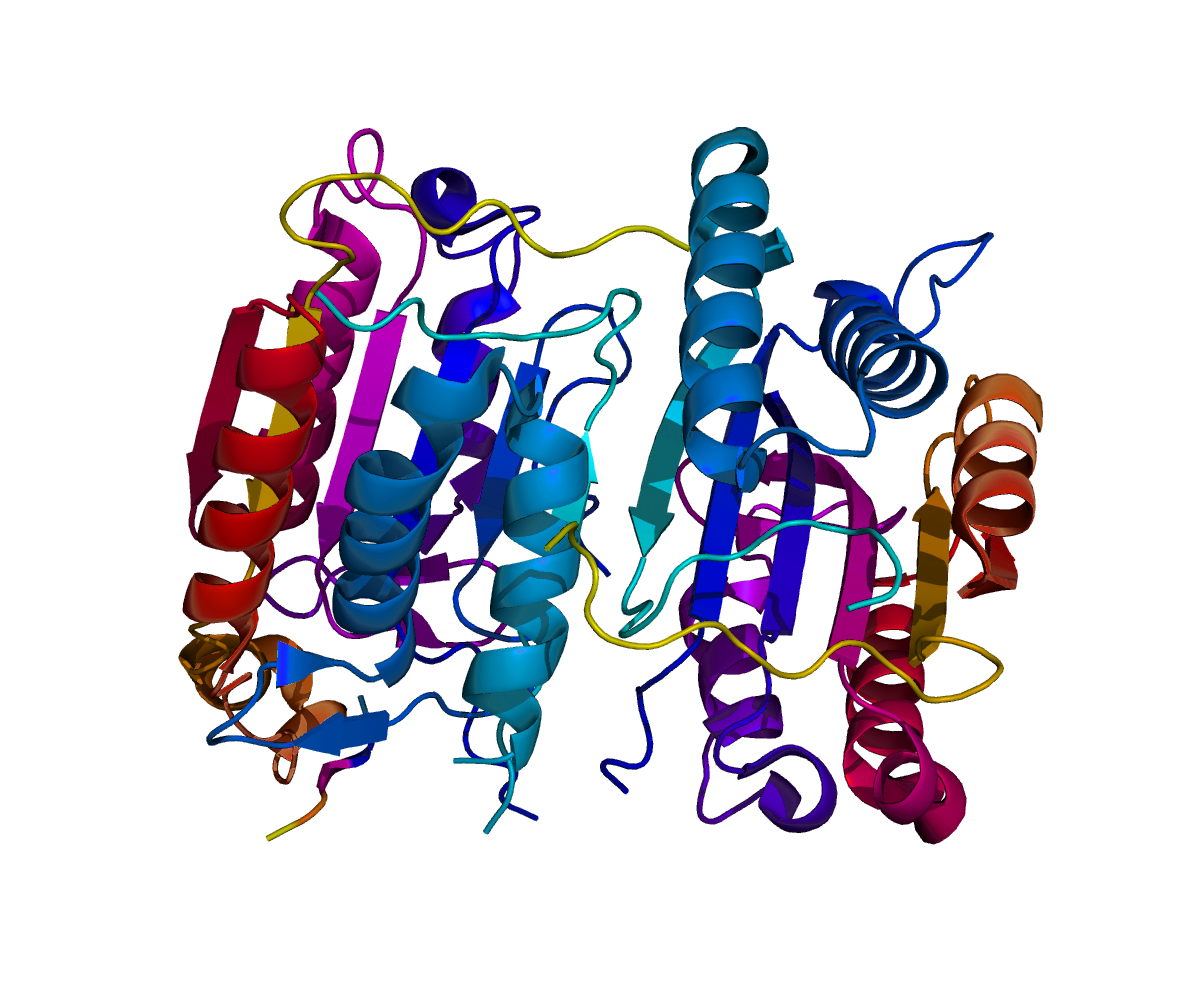
Reconstrucción de la proteína c-FLIP

Las proteínas c-FLIP (inhibidor celular proteico de FLICE, cellular FLICE inhibitory protein) son inhibidores celulares capaces de detener las señales de los receptores de muerte, que provocan la apoptosis celular. Llevan tiempo siendo estudiadas por su posible importancia en futuros tratamientos de enfermedades degenerativas y están presentes sobre todo en el tejido muscular, el linfoide, en células del sistema inmunitario y en el corazón.

## Estructura

GIF del complejo proteico c-FLIP con el centro activo marcado en amarillo. Enlace para internets lentos: https://commons.wikimedia.org/wiki/File:GIC_centros_activos_Lowq.gif

La proteína FLIP fue por primera vez descrita como el producto de un gen viral (v-FLIP). Dichas proteínas virales contienen dos DED (dominio efector de muerte celular, death effector domain), por lo que pertenecen a la misma familia de proteínas que el FADD o las caspasas 8 y 10, que también poseen DED.
Al tratar de encontrar un homólogo celular de estas proteínas, se detectaron secuencias en ADNc humano con una elevada similitud. Se distinguen así las FLIP celulares (c-FLIP) de las que diferenciamos dos tipos: unas de cadena larga, las c-FLIPL, y una de cadena corta, las c-FLIPS.
Las proteínas c-FLIP están codificadas por cuatro ARN: uno corresponde a las FLIPS, ya que no se detecta en las pruebas de caspasa, y los otros tres, menos expresados en el cuerpo, son de las FLIPL.
La forma corta de la proteína (26 kDa), compuesta por 221 aminoácidos, tiene dos dominios de muerte celular y está estructuralmente relacionada con los inhibidores de apoptosis FLIP virales (v-FLIP).
La forma larga (55 kDa), de 480 aminoácidos, tiene un dominio similar a la caspasa pero cuyo centro activo tiene en lugar de cisteína una tirosina, anulando su función normal. Estructuralmente es muy parecida a las FLICE o caspasa 8. Su gen se encuentra en la región q33-q34 del cromosoma 2, igual que los de las caspasas 8 y 10. Esto lleva a la conclusión de que cFLIP puede provenir de la duplicación del gen de la caspsa 8, de ahí todas sus similitudes estructurales.

### Nivel atómico
Se ha conseguido determinar la estructura del v-FLIP (MC159) a escala atómica, mediante cristalografía de rayos X. Al tener una estructura prácticamente idéntica en sus dominios de muerte (DED) a los DEDs de las c-FLIP, los resultados de esta investigación son extrapolables a las proteínas celulares.
La estructura del DED de la proteína v-FLIP (y, por tanto, de las c-FLIP) no sigue el mismo canon que los demás dominios de muerte celular. El DED1 del MC159 carece de la hélice 3 (propia de efectores de muerte celular como el FADD o el Fas), y en su lugar hay una estructura de bucle corto. Los DED se unen fuertemente entre ellos mediante interacciones hidrofóbicas: la cara 2/5 de la hélice del DED1 se une a la cara 1/4 de la hélice del DED2. Esto es completamente diferente a lo ocurrido intermolecularmente cuando, por ejemplo, la Apaf-1 (Apoptosis protease-activating factor-1) del apoptosoma, activa la procaspasa 9 (que dará lugar a la caspasa 9 y, después, a la caspasa 3). Las interacciones entre estas dos moléculas son principalmente electrostáticas y su punto de unión se encuentra en secciones diferentes de la hélice.
Todos los DEDs conocidos conservan una parte hidrofóbica fundamental para la interacción entre moléculas. En el MC159, dicha parte está enterrada en la interfaz en el DED1 y expuesta en el DED2. Los residuos hidrófobos DED-DED se conservan en otro complejo DED que contienen proteínas como las procaspasas 8 y 10 y la c-FLIP. En este aspecto el MC159 tiene un "empaquetado" de DEDs homólogo al de estas proteínas.
Al inicio de la hélice 6 de las proteínas que contienen DED se encuentra una secuencia nombrada RxDL, que interactúa con dos residuos de ácidos; un aspartato y un glutamato de la hélice 2. Dichos residuos tienen el papel estructural de sostener la hélice 2 y 6 y de estabilizar el pliegue DED.
La estructura en el nivel atómico de estos dominios de muerte celular es lo que confiere a proteínas como c-FLIP o FLICE las funciones que desempeñan en las células una vez sintetizadas.

### Cadenas de aminoácidos
La proteína c-FLIPL está formada por tres cadenas de aminoácidos:
| Cadena A | 0-KEQRLKEQLGAQQEPVKKSIQESEAFLPQSIPEERYKMKSKPLGICLIIDCIGNETELLRDTFTSLGYEV 70-QKFLHLSMHGISQILGQFACMPEHRDYDSFVCVLVSRGGSQSVYGVDQTHSGLPLHHIRRMFMGDSCPYL 140-AGKPKMFFIQNYVVSEGQLENSSLLEVDGPAMKNVEFKAQKRGLCTVHREADFFWSLCTADMSLLEQSHS 210-SPSLYLQCLSQKLRQERKRPLLDLHIELNGYMYDWNSRVSAKEKYYVWLQHTLRKKLILSYT |
| Cadena B | 0-SESQTLDKVYQMKSKPRGYCLIINNHNFAKAREKVPKLHSIRDRNGTHLDAGALTTTFEELHFEIKPHDD 70-CTVEQIYEILKIYQLMDHSNMDCFICCILSHGDKGIIYGTDGQEAPIYELTSQFTGLKCPSLAGKPKVFF 140-IQACQGDNYQKGIPVETASEEQPYLEMALSSPQTRYIPDEADFLLGMATVNNCVSYRNPAEGTWYIQSLC 210-QSLRERCPRGDDILTILTEVNYEVSNKDDKKNMGKQMPQPTFTLRKKLVFPSDVEHHHHHH  |
| Cadena C | 0-AIETX |

### Centro activo

GIF del complejo proteico c-FLIP con el centro activo marcado en amarillo.

Las proteínas c-FLIPL tienen dos centros activos, uno en la cadena A y otro en la cadena B. En la cadena A, el centro activo llega desde el aminoácido 107 al 152, pese a que los aminoácidos que actúan en la adhesión de la caspasa 8 a esta proteína se extienden entre los aminoácidos 107 y 214. En la cadena B la zona activa ocupa los aminoácidos que se encuentran entre el 104 y el 144, y la zona de la proteína encargada de fijar el sustrato que necesita su centro activo para funcionar está localizada entre los aminoácidos 44 y 204.
Además del centro activo, la cadena B tiene un dominio entre los aminoácidos 151 y 178 con capacidad de escisión proteolítica, es decir, de cortar una proteína y obtener cadenas de péptidos más cortas. En concreto la proteína c-FLIPL es capaz de dividir la caspasa 8 en dos dímeros inactivos, que no actúan en la señal de muerte celular.
Cabe destacar que ambos centros activos deben trabajar simultáneamente para que la proteína pueda cumplir su función de forma adecuada.

## Función
La investigación sobre las proteínas c-FLIP comenzó al analizar su implicación en la homeostasis tisular como reguladores de la apoptosis.
La apoptosis celular se inicia al activarse el complejo proteico DISC (complejo de señalización de la muerte inducida, death inducing signaling complex). En él se encuentran ligadas la proteína receptora de muerte de la célula y las proteínas de muerte celular (Capasa 8, Fas, FADD,...). Para inhibir la formación de este complejo, las proteínas c-FLIP son capaces de interferir en las uniones proteicas entre efectores de muerte celular.
La falta de cualquiera de las proteínas del complejo DISC impide su efectividad. Una de las proteína clave del disc es la Caspasa 8 o FLICE, que se sintetiza en una forma inactiva y sólo se activa al homodimerizarse.
Las proteínas c-FLIPL se asemejan estructuralmente a estas proteasas FLICE, aunque en el caso de las FLIP el dominio caspasa no es funcional (la cisteína del centro activo está sustituida por una tirosina). Como los precursores de la caspasa se activan y autoprocesan como dímeros, la sobreexpresión de FLICE en las células se traduce en una alta presencia de dímeros y oligómeros de esta proteasa. Inicialmente se pensó que las FLIPL se comportarían de manera semejante por su similitud estructural, pero finalmente se comprobó que los dímeros que se formaban en presencia de proteasa e inhibidor de apoptosis eran entre caspasas funcionales y no funcionales, es decir, se establecían estrechas asociaciones entre FLIP y FLICE.
Como la muerte celular se produce cuando esta caspasa 8 se une al complejo de señalización DISC, si la proteína c-FLIP entra en el proceso impide la correcta homodimerización de FLICE y, por tanto, inhibe la formación del complejo DISC.
Ésta es la manera de explicar cómo las proteínas FLIPL son capaces de inhibir la apoptosis celular.
Experimentalmente se ha comprobado también que la forma corta de las proteínas FLIP, las FLIPS, son capaces igualmente de realizar una función inhibidora asociándose fuertemente con otras proteínas de muerte celular, en este caso las FADD. Estos experimentos se realizaron sobre todo con células T, debido a la elevada concentración de proteínas FLIP en ellas. Se utilizan sin embargo células T en estados de desarrollo tempranos, ya que la presencia de FLIP decae con el tiempo y estas células se hacen susceptibles a la apoptosis celular. De esta manera se llegó a la conclusión de que las proteínas FLIP son capaces de bloquear la muerte celular inducida por receptores de muerte de manera primaria.

### Sistema nervioso
La proteína c-FLIPL es imprescindible en el sistema nervioso por sus múltiples funciones. Impulsa la diferenciación de las células nerviosas así como el desarrollo de las conexiones interneuronales. Además, es responsable de la existencia y el crecimiento de algunas células nerviosas como las motoneuronas.
Durante la fase embrionaria c-FLIPL se expresa en diversas regiones del sistema nervioso y, a medida que este se va desarrollando, se concentran en las neuronas. En una etapa más avanzada, la proteína forma parte de las células gliales.
Un déficit de c-FLIPL supone un desarrollo del sistema nervioso nulo, ya que las neurotrofinas por sí solas resultarían insuficientes para realizar este trabajo.

### Sistema inmunitario
Una función importante de las proteínas c-FLIP es la estimulación de la autofagocitosis de la célula, que se complementa con la inhibición de la apoptosis: la célula no muere pero renueva sus compartimentos, permitiendo que siga realizando sus funciones.
Las proteínas c-FLIP tienen una doble importancia en el funcionamiento de los linfocitos T. Las células T no sólo deben realizar la autofagocitosis para renovarse y poder reemplazar los compartimentos dañados, sino que tienen también que fagocitar los antígenos que quieren eliminar. Por eso un linfocito T con niveles bajos de c-FLIP, al detectar una antígeno, tiene una respuesta mucho menos efectiva que un linfocito T normal, y además se ha comprobado que mueren por apoptosis alrededor de 36 horas después de la detección de este antígeno. Esto se traduce en una respuesta inmunitaria muy deficiente, con graves consecuencias para el funcionamiento del organismo y para la salud.

## Aplicaciones médicas
El nivel de expresión de c-FLIP es determinante en la resistencia frente a la apoptosis inducida por ligandos de muerte como TRAIL (además de los ya mencionados Fas, FADD, etc.).
Así como una cierta expresión de proteínas c-FLIP en la célula inhibe la apoptosis, se ha demostrado también que la presencia moderada de esta proteína en algunas células tumorales las sensibiliza a la muerte celular inducida. De igual forma, se comprobó experimentalmente que la transfección de altas concentraciones del vector de expresión de FLIPL solo (sin el de FLIPS) lleva a la muerte espontánea en varios tipos de linfocitos T. Esto conduce a considerar que los niveles de expresión de FLIPL pueden determinar la vida o la muerte de una célula. Por este motivo esta proteína resulta atractiva como diana en terapias antitumorales así como de enfermedades degenerativas, debido a su papel bifuncional en la regulación de la apoptosis.
En relación con las células tumorales, existen ya tratamientos (no en humanos) que son capaces de disminuir el nivel de expresión de la proteína FLIPL y, por tanto, de hacer a las células cancerosas susceptibles a la muerte celular. Estos tratamientos alteran la ruta de síntesis de las c-FLIP. Entre ellos se incluyen agentes que deterioran el ADN, inhibidores de la síntesis de proteínas e inhibidores de histonas deacetilasas. Otros inhibidores de proteínas, como algunas quinasas, contribuyen también a la disminución de los niveles de expresión de c-FLIP. La combinación de alguno de estos agentes con TRAIL resulta una terapia efectiva para la eliminación de células tumorales. El desarrollo de dichos inhibidores junto con el uso de ARN antisentido dirigidos específicamente contra c-FLIP es ahora uno de los nuevos campos de investigación en terapia antitumoral.